# Poppelticka
Poppelticka (Radulodon aneirinus) är en svampart som först beskrevs av Sommerf., och fick sitt nu gällande namn av Spirin 2001. Radulodon aneirinus ingår i släktet Radulodon och familjen Meruliaceae.   Inga underarter finns listade i Catalogue of Life.
I den svenska databasen Dyntaxa används istället namnet Ceriporiopsis aneirina för samma taxon.  Arten är reproducerande i Sverige.